# 奧斯河 (法國)
奧斯河（法語：Osse，法語發音：[ɔs]）是法國的河流，位於該國西南部，屬於熱利斯河的右支流，河道全長120公里，發源自贝尔纳代德巴東南面，流經南部-比利牛斯和阿基坦，河口處在内拉克以西。

## 外部連結
- geoportail（页面存档备份，存于）
- Sandre数据库中的奧斯河